# Horst Sylla
Horst Sylla (* 11. Februar 1933 in Hindenburg O.S.) ist ein deutscher ehemaliger Generalleutnant der Nationalen Volksarmee.
Er war Chef des Militärbezirks V der DDR (1985–1990) und davor Kommandeur der Offiziershochschule der Landstreitkräfte (1983–1985) sowie Kommandeur der 9. Panzerdivision der NVA (1977–1982).

## Leben

### Herkunft und Ausbildung
Horst Sylla wurde am 11. Februar 1933 in der Stadt Hindenburg O.S. als Sohn eines Bergarbeiters geboren und wuchs in einfachen Verhältnissen auf. Nach acht Klassen schloss er den Schulbesuch ab und erlernte von 1947 bis 1950 den Beruf eines Elektromaschinenbauers. Bei Beginn der Lehrzeit 1947 wurde er Mitglied im Jugendverband Freie Deutsche Jugend (FDJ).
1950 bis 1951 schulte er zum Bohrwerkdreher um und arbeitete von 1951 bis 1953 im späteren VEB Starkstromanlagenbau „Otto Buchwitz“ in Dresden. Im Jahr 1954 wurde er Mitglied der SED.

### Militärische Laufbahn
Mit seinem freiwilligen Eintritt wurde Horst Sylla am 23. Januar 1953 Angehöriger der KVP der DDR. Nach einer militärischen Grundausbildung erfolgte von 1953 bis 1954 seine Ausbildung als Kursant/Offiziersschüler an den Panzerschulen Güstrow-Priemerwald und Großenhain.
Nach der Ernennung zum Offizier (1954) wurde Sylla in seiner ersten Offiziersdienststellung als Zugführer eines Panzerzuges im schweren Panzer-SFL-Regiment (sPzSFL-Rgt) der Mechanisierten Division (MechD) in der KVP-Dienststelle Dresden eingesetzt.
Anfang 1956 wurde er in die Nationale Volksarmee (NVA) der DDR, am Standort Spremberg (dsb – Grodk, Niederlausitz) in das Panzerregiment 14 der 7. Panzerdivision (NVA) übernommen und diente dort als Kompaniechef der Aufklärungskompanie des Regiments. Von 1957 bis 1960 war Sylla an der Panzerschule Großenhain als Fachlehrer/Ausbilder für Panzeroffiziere eingesetzt und schloss berufsbegleitend die Mittlere Reife ab.
Von 1960 bis 1964 absolvierte Horst Sylla ein Direktstudium für Truppenkommandeure der operativ-taktischen Führungsebene an der Militärakademie „Friedrich Engels“ in Dresden, das er an der Fakultät Landstreitkräfte als Diplom-Militärwissenschaftler (Dipl. rer. mil.) 1964 abschloss.
Anschließend setzte Horst Sylla seinen Truppendienst in der 4. Mot.-Schützendivision – Stab in Erfurt – in verschiedenen Verwendungen fort: 1. Stellvertreter des Kommandeurs (1964–1968) und Kommandeur (1968–1971) im Panzerregiment 4 (PR-4) am Standort Gotha.
Nach einem Vorbereitungsjahr (1971) in Moskau absolvierte Horst Sylla mit dem Studium an der Militärakademie des Generalstabes der Streitkräfte der UdSSR „K. J. Woroschilow“ eine operativ-strategische Kommandeursausbildung (1972–1974), die er mit einem weiteren Diplom als Militärwissenschaftler abschloss.
Nach Abschluss der Generalstabsausbildung erfolgte sein Einsatz als Stellvertreter des Kommandeurs für Ausbildung (1974–1977) der 4. Mot.-Schützendivision in Erfurt. Mit der Versetzung in den Militärbezirk V der DDR, nach Eggesin, übernahm Sylla als Kommandeur die 9. Panzerdivision der NVA. Am 7. Oktober 1979 wurde Sylla zum General ernannt.
Von 1983 bis 1985 war Sylla als Kommandeur an der Offiziershochschule der Landstreitkräfte „Ernst Thälmann“ in Löbau eingesetzt.
Im Zeitraum 1985/86 erfolgte sein Einsatz am Standort Neubrandenburg als Stellvertreter des Chefs und Chef des Stabes des Militärbezirkes V und ein Jahr später wurde er Chef MB V (Neubrandenburg). In dieser Funktion war er im Verteidigungsfall Befehlshaber der 5. Armee der NVA in der Koalitionsgruppierung der Streitkräfte der Warschauer Vertragsorganisation. Am 26. Februar 1988 wurde Horst Sylla zum Generalleutnant befördert.
Mit der Abwicklung der NVA im Zuge der Herstellung der Einheit Deutschlands wurde Horst Sylla am 30. September 1990 entlassen.

### Nach der Entlassung aus der NVA
Sylla wurde im Jahr 2004 Mitglied in der Dresdener Studiengemeinschaft Sicherheitspolitik (DSS) e. V. und war seit 2005 bis zur Auflösung im Jahr 2015 deren Vorstandsmitglied. Er publizierte Beiträge in mehreren Heften der DSS-Arbeitspapiere und moderierte beim jährlichen öffentlichen Podium zum Weltfriedenstag im September (2008–2013) in Dresden.

### Auszeichnungen in der DDR
- 1987 Vaterländischer Verdienstorden in Bronze;
- 1984 Kampforden „Für Verdienste um Volk und Vaterland“ in Silber;
- 1981 Orden Banner der Arbeit, Stufe II;
- 1977 Ehrentitel „Verdienter Angehöriger der Nationalen Volksarmee“.

## Veröffentlichungen
- (SLUB)[7] Die Neuausrichtung der Bundeswehr – Jahrhundertreform oder Interimslösung? In: Die Neuausrichtung der Bundeswehr – Position und Opposition. (Hrsg.) Dresdener Studiengemeinschaft Sicherheitspolitik (DSS) e. V: DSS-Arbeitspapiere, Heft 107, Dresden 2013, S. 37–51.
- (SLUB)[7] Zur Sicherheits- und Militärpolitik Chinas. In: Der Aufstieg Chinas zur Weltmacht und die Chancen für eine globale Friedensordnung. Beiträge zum 17. Dresdner Symposium Für eine globale Friedensordnung am 17. November 2012. (Hrsg.) Dresdener Studiengemeinschaft Sicherheitspolitik (DSS) e. V: DSS-Arbeitspapiere, Heft 106, Dresden 2012, S. 69–79.
- (SLUB)[7] Militärakademische Ausbildung und Truppenpraxis. In: Militärakademie „Friedrich Engels“. Historisch-kritische Nachbetrachtung zum 50. Jahrestag ihrer Gründung. Beiträge zum Kolloquium am 10. Januar 2009 im Rathaus Dresden. (Hrsg.) Dresdener Studiengemeinschaft Sicherheitspolitik (DSS) e. V: DSS-Arbeitspapiere, Heft 95, Dresden 2009, S. 226–236.
- Die NATO – Bündnis zur gewaltsamen Neuordnung der Welt. In: Die NATO vor neuen Entscheidungen. Beiträge vom Podium zum Weltfriedenstag am 1. September 2008 in der Dresdener Dreikönigskirche. (Hrsg.) Dresdener Studiengemeinschaft Sicherheitspolitik (DSS) e. V: DSS-Arbeitspapiere, Heft 91, Dresden 2008, S. 31–38.
- Im Visier – Militärisches Machtgerangel in 30 Jahren. In: Deutschland – europäische Zivilmacht oder weltweit agierende Militärmacht? Beiträge zum 16. Dresdner Friedenssymposium am 16. Februar 2008. (Hrsg.) Dresdener Studiengemeinschaft Sicherheitspolitik (DSS) e. V.: DSS-Arbeitspapiere, Heft 90, Dresden 2008, S. 22–29.
- (SLUB)[7] Wie Phönix aus der Asche – Militarisierung der BRD. In: Militarismus und Antimilitarismus heute. Beiträge zum 12. Dresdner Symposium Für eine globale Friedensordnung am 17. November 2007. (Hrsg.) Dresdener Studiengemeinschaft Sicherheitspolitik (DSS) e. V: DSS-Arbeitspapiere, Heft 89, Dresden 2008, S. 41–46.
- (SLUB)[7] 50. Jahrestag der Gründung der Nationalen Volksarmee – ein Rückblick. In: 50. Jahrestag der NVA Ansichten und Wertungen. (Hrsg.) Dresdener Studiengemeinschaft Sicherheitspolitik (DSS) e. V: DSS-Arbeitspapiere, Heft 80, Dresden 2006, S. 25–49. urn:nbn:de:bsz:14-qucosa2-324760
- Mit Horst Ullrich/Gunter Starke: Zuverlässig geschützt zwischen Ostsee Harz und Oder. Zur Geschichte des Militärbezirkes V (Neubrandenburg). Eine Darstellung von Zeitzeugen. Eigenverlag Barnewitz 2006, 528 S.[8][9]